# I liga 1974-1975 (pallacanestro maschile)
La I liga 1974-1975 è stata la 41ª edizione del massimo campionato polacco di pallacanestro maschile. La vittoria finale è stata ad appannaggio del Resovia Rzeszów.

## Risultati

### Stagione regolare
|     | Squadra             | G  | V  | P  | PF   | PS   | Pt. | Qualificazione        |
| --- | ------------------- | -- | -- | -- | ---- | ---- | --- | --------------------- |
| 1.  | Resovia Rzeszów     | 33 | 28 | 5  | 2945 | 2337 | 61  |                       |
| 2.  | Wisła Cracovia      | 33 | 28 | 5  | 2903 | 2533 | 61  |                       |
| 3.  | Wybrzeże Danzica    | 33 | 27 | 6  | 2952 | 2529 | 60  |                       |
| 4.  | Polonia Varsavia    | 33 | 20 | 13 | 2804 | 2552 | 53  |                       |
| 5.  | Śląsk Breslavia     | 33 | 18 | 15 | 2623 | 2499 | 51  |                       |
| 6.  | Lech Poznań         | 33 | 15 | 18 | 2711 | 2714 | 48  |                       |
| 7.  | Spójnia Danzica     | 33 | 13 | 20 | 2242 | 2489 | 46  |                       |
| 8.  | Start Lublino       | 33 | 12 | 21 | 2387 | 2674 | 45  |                       |
| 9.  | Lublinianka Lublino | 33 | 11 | 22 | 2243 | 2449 | 44  |                       |
| 10. | Pogoń Stettino      | 33 | 10 | 23 | 2387 | 2805 | 43  |                       |
| 11. | Legia Varsavia      | 33 | 8  | 25 | 2716 | 3029 | 41  | retrocesse in II liga |
| 12. | Górnik Wałbrzych    | 33 | 8  | 25 | 2486 | 2795 | 41  | retrocesse in II liga |

| I liga 1974-1975          |
| ------------------------- |
| Resovia Rzeszów 1º titolo |

## Formazione vincitrice
| N° | Naz.               | Ruolo | Sportivo            |  | Alt. |  |
| -- | ------------------ | ----- | ------------------- |  | ---- |  |
|    | Polonia (bandiera) | A     | Leopold Dejworek    |  | 197  |  |
|    | Polonia (bandiera) | G     | Stanisław Ignaczak  |  | 192  |  |
|    | Polonia (bandiera) | P     | Henryk Jarosz       |  | 180  |  |
|    | Polonia (bandiera) | G     | Andrzej Klee        |  | 186  |  |
|    | Polonia (bandiera) | C     | Jan Markiewicz      |  | 204  |  |
|    | Polonia (bandiera) | C     | Zdzisław Myrda      |  | 203  |  |
|    | Polonia (bandiera) | G     | Franciszek Niemiec  |  | 187  |  |
|    | Polonia (bandiera) | P     | Stanisław Matelak   |  | 181  |  |
|    | Polonia (bandiera) | C     | Andrzej Pasiorowski |  | 203  |  |
|    | Polonia (bandiera) | A     | Marian Reszytyło    |  | 196  |  |
|    | Polonia (bandiera) | G     | Jerzy Skrzyszowski  |  | 184  |  |
|    | Polonia (bandiera) | G     | Ryszard Smolnicki   |  | 191  |  |
|    | Polonia (bandiera) | P     | Andrzej Zając       |  | 181  |  |
|    | Polonia (bandiera) | All.  | Mieczysław Raba     |  |      |  |

## Premi e riconoscimenti
- MVP stagione regolare:  Zdzisław Myrda, Resovia Rzeszów